# Obserwatorium Astrogeodynamiczne Centrum Badań Kosmicznych PAN

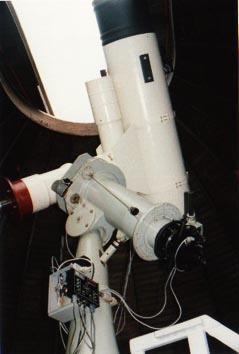
Teleskop fotometryczny 0,4 m w Borówcu należący do UAM

Obserwatorium Astrogeodynamiczne (daw. Astronomiczna Stacja Szerokościowa, Astronomiczne Obserwatorium Szerokościowe)  – obserwatorium astronomiczne znajdujące się we wsi Borówiec koło Poznania w województwie wielkopolskim przy ul. Drapałka 4, należące od 1977 roku do Centrum Badań Kosmicznych PAN. 
W obserwatorium działa stacja laserowa (należąca do międzynarodowego systemu ILRS) wykonująca laserowe pomiary odległości do sztucznych satelitów Ziemi, laboratorium czasu wyposażone w dwa zegary cezowe i dwa masery wodorowe (jedyna w Polsce tego typu placówka biorąca udział we współtworzeniu europejskiego systemu lokalizacyjnego Galileo) oraz permanentna stacja GPS (należąca do sieci IGS). 
Oprócz tego na terenie placówki znajdują się dwa instrumenty należące do Obserwatorium Astronomicznego UAM w Poznaniu: teleskop fotometryczny (reflektor Newtona o średnicy zwierciadła 400 mm z kamerą CCD SBIG ST-8) oraz teleskop spektroskopowy (podwójny reflektor Newtona o średnicy zwierciadła 2 x 500 mm, współpracujący ze światłowodowym spektrografem echelle R=35000 i kamerą CCD Andor DZ-436).

## Historia
Obserwatorium powstało na początku lat 50 XX wieku  jako część Zakładu Astronomii PAN. Inicjatorem budowy i pierwszym kierownikiem obserwatorium był prof. Józef Witkowski, ówczesny kierownik Obserwatorium Astronomicznego Uniwersytetu Poznańskiego. Miało ono funkcjonować jako obserwatorium szerokościowe. Miejsce zostało wybrane ze względu na fakt, że szerokość geograficzna Borówca jest zbliżona do szerokości Irkucka, a różnica długości geograficznych pomiędzy tymi dwoma miejscami wynosi ok. 90°. Obserwatorium zostało powołane w roku 1952 pod nazwą Astronomiczna Stacja Szerokościowa . Początkowo obserwatorium miało zajmować się wyznaczaniem ruchów bieguna oraz zjawiskami związanymi z czasem (poprawki czasu, utrzymanie standardu czasu UTC) . W połowie lat 60. XX wieku obiekt stał się częścią Instytutu Geofizyki Polskiej Akademii Nauk. Od roku 1964 z obserwatorium prowadzone są obserwacje sztucznych satelitów Ziemi . W roku 1972 po raz kolejny zmieniono nazwę placówki. Tym razem na Astronomiczne Obserwatorium Szerokościowe . W roku 1977 placówka oraz Zakład Geodezji Planetarnej zostały włączone do nowo utworzonego Centrum Badań Kosmicznych Polskiej Akademii Nauk.
Od 1976 roku prowadzono w obserwatorium obserwacje przy pomocy laserowego systemu Interkosmos, a od 1983 roku pomiarów dokonywano przy użyciu techniki dopplerowskiej. Używano do tego odbiornika DOG−2 własnej konstrukcji . W roku 1980 wprowadzono cezowy wzorzec częstotliwości Rhode&Schwarz oraz połączono bazę czasową z międzynarodowym systemem czasu. W roku 1982 obiekt zyskał astrolabium Danjona. Instrument zastąpił instrumenty przejściowe i teleskop zenitalny . W roku 1988 do użytku wprowadzono system laserowy drugiej generacji, w 1991 trzeciej (model CONTINUUM PY−62) . Od roku 1993 nie są wykonywane pomiary dopplerowskie, zastąpione przez pomiary GPS. W kolejnym rokiem wraz z zainstalowaniem odbiornika GPS TURBO ROGUE SNR−8000 placówka włączona została do sieci International GPS Service for Geodynamics (później zmieniła nazwę na International GNSS Service). Ponadto dzięki temu, że obserwatorium korzysta z dwóch technik pomiarów: laserowej i GPS została włączona do IERS. Nazwa została przemianowana na obecną w roku 1992 lub 1995 .

## Nazwa
W wielu źródłach (np. Rocznik Astronomiczny Instytutu Geodezji i Kartografii) nazwa miejscowości, w której znajduje się obserwatorium pisana jest Borowiec (zamiast Borówiec). Pisownia taka ma historię sięgającą lat 70. XX wieku, kiedy wyniki obserwacji wysyłano ze stacji przy pomocy dalekopisu nie obsługującego polskich znaków diakrytycznych.

## Kierownicy i dyrektorzy
- prof. Józef Witkowski
- dr Ireneusz Domiński
- dr Janusz Moczko
- dr Waldemar Jakś
- dr Stanisław Schillak
- dr Paweł Lejba